# Relazione omicida
Relazione omicida (An Affair to Die for) è un film del 2019 diretto da Victor Garcia.
Pellicola di genere thriller di produzione italo-spagnola, girata in lingua inglese.

## Trama
Holly, docente universitaria e medico molto stimato, sta raggiungendo il suo amante, lo studente di medicina Everett, presso la stanza d'albergo in cui si sono dati appuntamento. Nel farlo, la donna mente a suo marito dicendo di dover raggiungere un albergo lontano in cui si terrà una conferenza. Arrivata in camera, Holly scopre che Everett le ha lasciato dell'abbigliamento intimo e una mascherina con cui coprirsi gli occhi, oltre ad una manetta per immobilizzarsi. La donna indossa tutto ciò ma si ritrova ad essere violentata da un uomo che non può vedere, che lei crede essere Everett. In realtà si tratta proprio di suo marito, il quale ha preso in ostaggio lei e l'amante con un ultimatum: se uno dei due dovesse lasciare la stanza d'hotel prima della fine del weekend, l'uomo ucciderà la figlia e la moglie di Everett.
Everett è dunque obbligato a convincere Holly a non andare via nonostante lei lo creda responsabile dello stupro, uno scopo che il ragazzo raggiunge a fatica. Russell (il marito di Holly) si mette tuttavia in contatto con la moglie e, oltre a rivelarle di aver scoperto la relazione, le fa credere che l'uomo sia in realtà un pericoloso assassino seriale pronto a fare di lei la sua prossima vittima. Holly inizia dunque a tentare in ogni modo di fuggire senza farsi scoprire da Everett, il cui scopo è invece quello di mantenere il controllo della situazione. I due iniziano a poco a poco a punzecchiarsi, condividendo per la prima volta pensieri l'uno sull'altra e dettagli delle rispettive privati che fino ad allora si erano sempre ripromessi di mantenere segreti. Entrambi, su consiglio di Russell, cercano inoltre di far assumere all'altro un narcotico disciolto in vino.
Quando un cameriere porta loro la cena, Holly riesce a consegnarli una banconota con su scritta una richiesta di aiuto: Russell tuttavia lo intercetta e fa recapitare loro un dito della moglie di Everett come avvertimento, imponendo che Holly non lo sappia. I due amanti riescono nel frattempo a drogarsi a vicenda: al risveglio scoprono che Russell è in camera con loro, orribilmente ucciso. Holly è convinta che sia stato Everett ad assassinarlo, tuttavia lui le racconta quanto era invece accaduto cercando di convincerla. Le reticenze della donna finiscono quando il vero responsabile di tutto si mette in contatto con loro con un terribile ultimatum: affinché uno dei due e la loro prole siano salvi, è necessario che un amante uccida l'altro.
In un primo momento Everett sembra avere la meglio su Holly, tuttavia un'inaspettata incursione di due poliziotti gli impedisce di farlo. Una volta liberatasi dei poliziotti, Holly riesce ad uccidere l'amante, non senza reticenze e promettendogli che si sarebbe presa cura di sua figlia. A questo punto, Holly segue le ultime indicazioni del rapitore e distrugge il cellulare con cui il criminale si era messo in contatto con loro: lo raggiunge dunque in una stanza dove questi l'ha invitata ad andare, dove scopre il cadavere del cameriere a cui aveva chiesto aiuto e la moglie di Everett, prigioniera. Holly la libera, tuttavia capisce presto di essere caduta in una trappola: la donna è infatti la vera artefice di tutto, era stata lei e non Russell a scoprire della storia e aveva convinto quest'ultimo a partecipare per punire i due amanti, senza tuttavia sapere fin dove lei voleva spingersi. In una lotta, Holly riesce ad uccidere la donna: questo non prima che lei abbia però distrutto ogni prova. All'arrivo della polizia, Holly viene incolpata di tutte le morti.

## Produzione
Il film è stato girato a Sofia (Bulgaria) e recitato interamente in lingua inglese nonostante la produzione italo-spagnola.

## Distribuzione
Il film è stato distribuito nei cinema statunitensi a partire dal febbraio 2019, per poi approdare nel mercato on demand.

## Accoglienza
Il film ha ricevuto principalmente recensioni negative. Frank Scheck di The Hollywood Reporter sconsiglia ad esempio la visione del film definendo l'opera "un B-movie mediocre".